# Mollans-sur-Ouvèze
Mollans-sur-Ouvèze is een gemeente in het Franse departement Drôme (regio Auvergne-Rhône-Alpes). De plaats maakt deel uit van het arrondissement Nyons. Mollans-sur-Ouvèze telde op 1 januari 2022 1.055 inwoners.

## Geografie
De oppervlakte van Mollans-sur-Ouvèze bedraagt 19,96 vierkante kilometer; de bevolkingsdichtheid is 53 inwoners per km² (per 1 januari 2019).

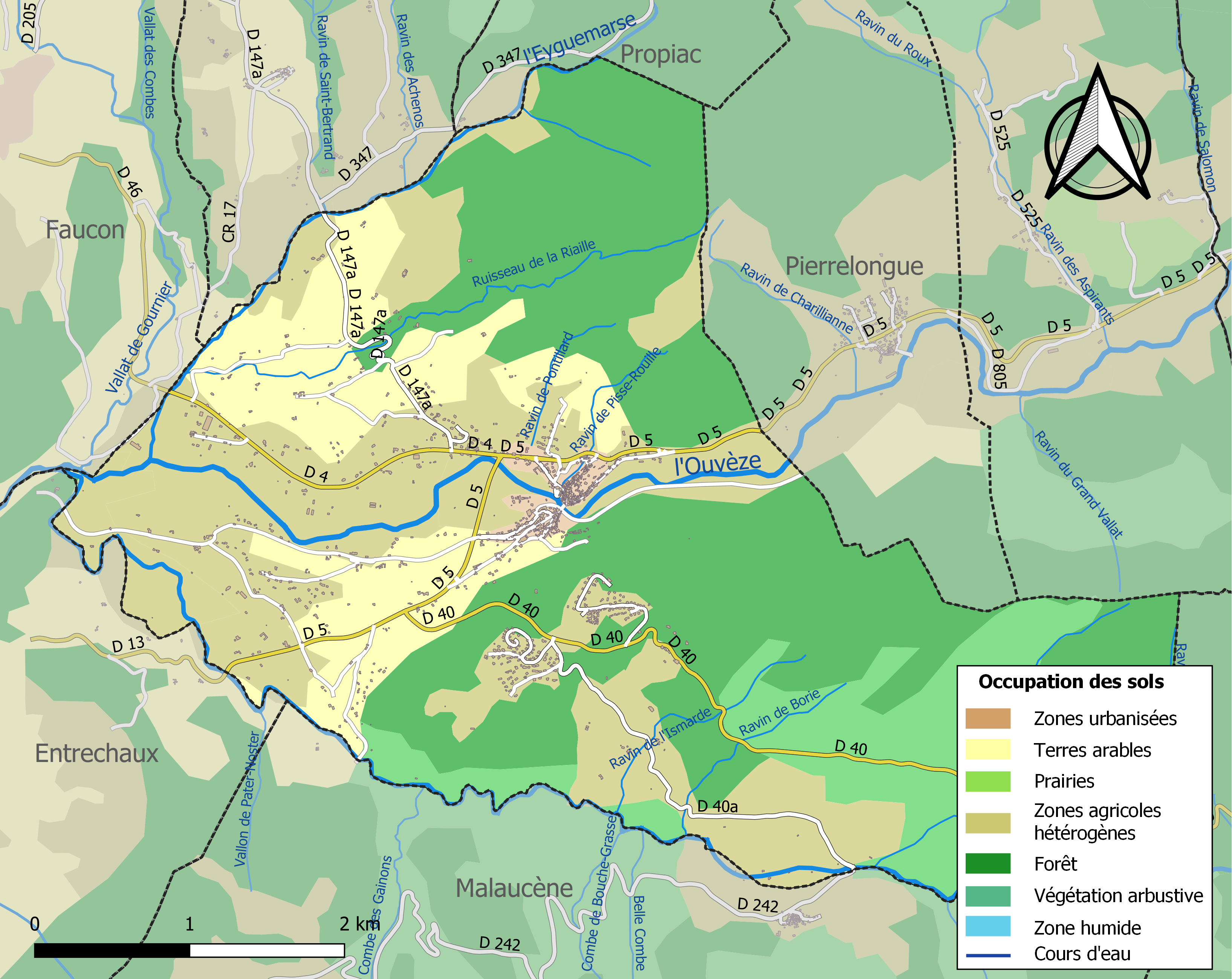
Kaart van de gemeente met belangrijkste infrastructuur, bodemgebruik en omliggende gemeenten

## Demografie
Onderstaande figuur toont het verloop van het inwonertal (bron: INSEE-tellingen).

## Afbeeldingen

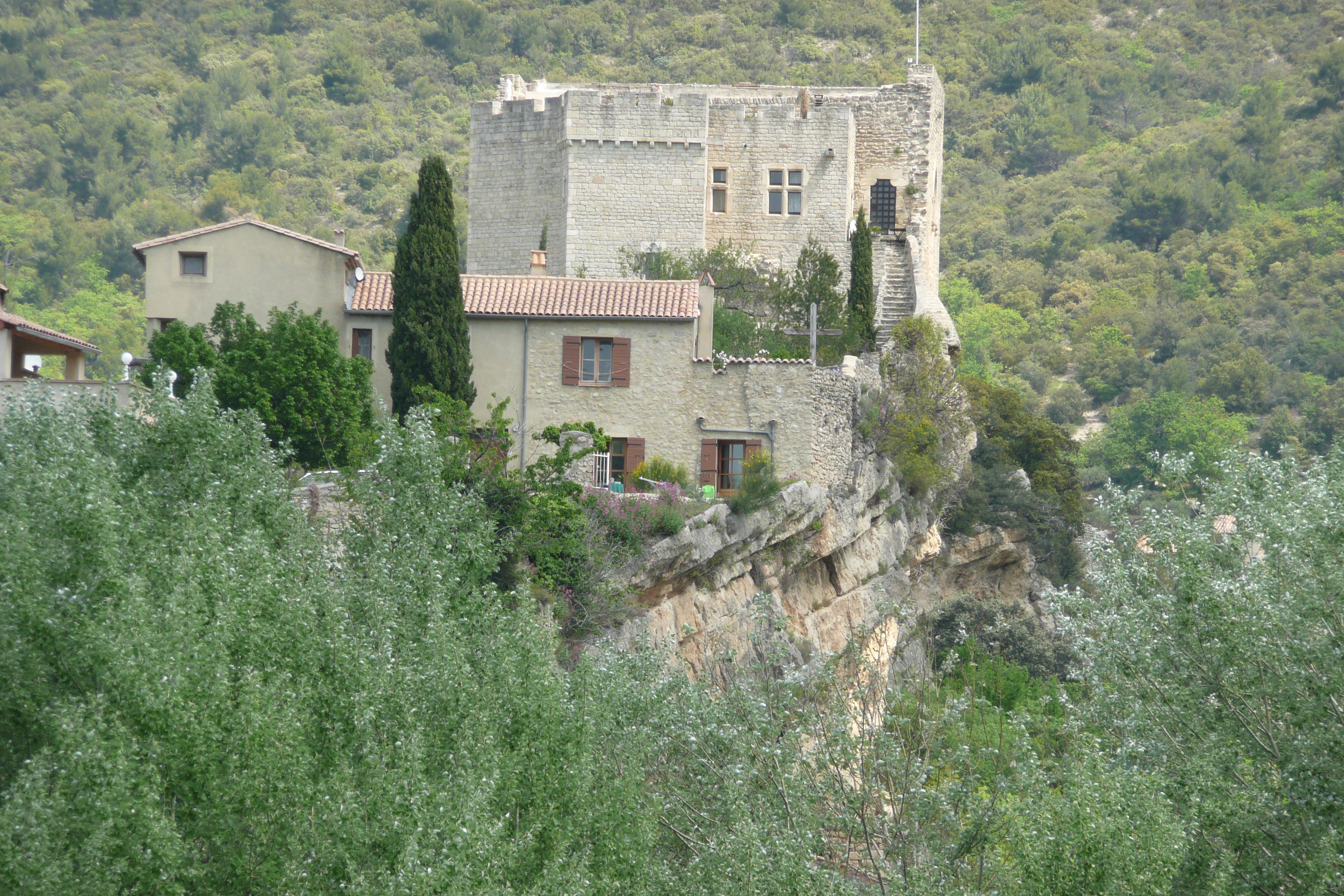
Kasteel
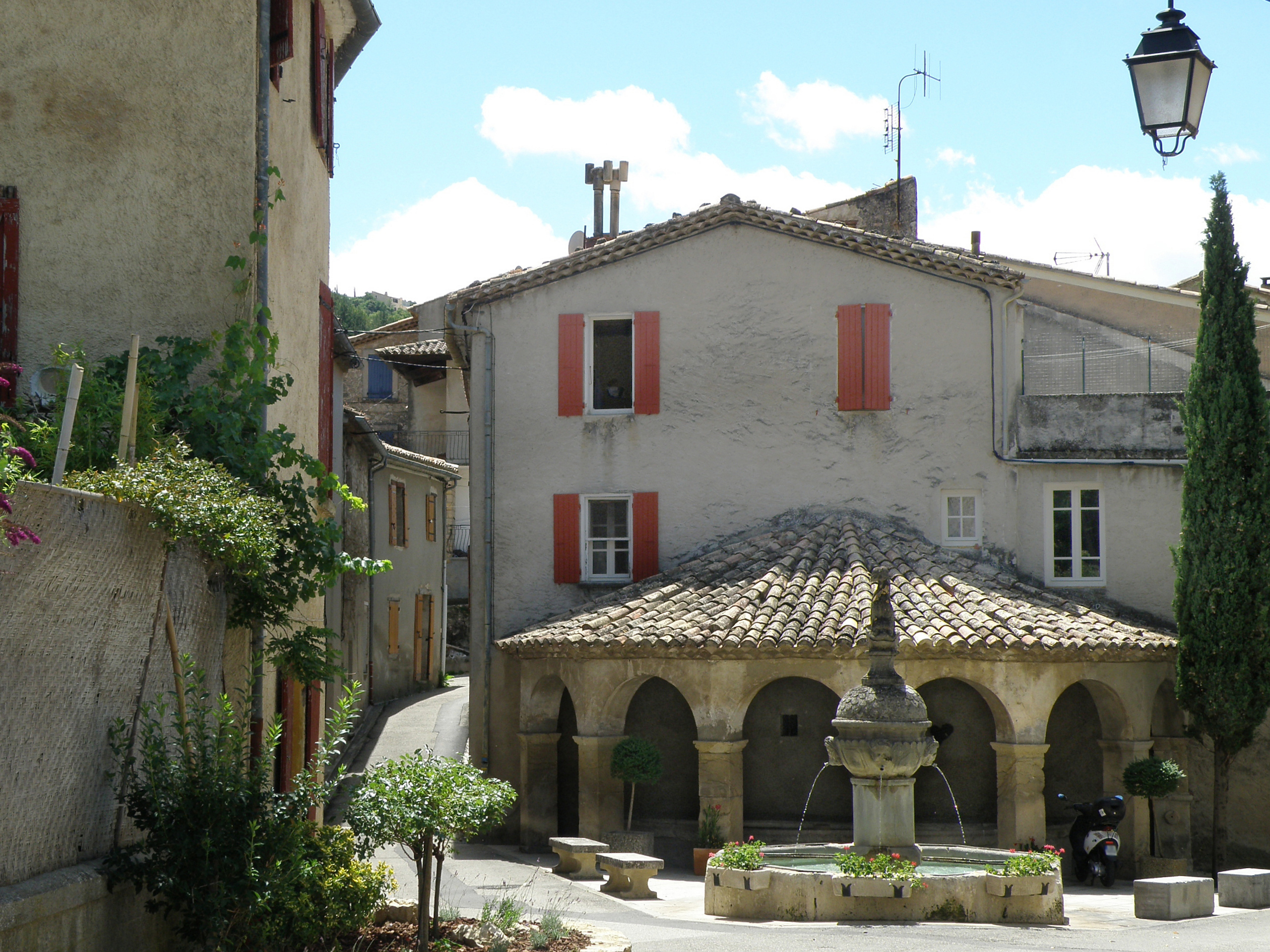
Place de la Fontaine met lavoir
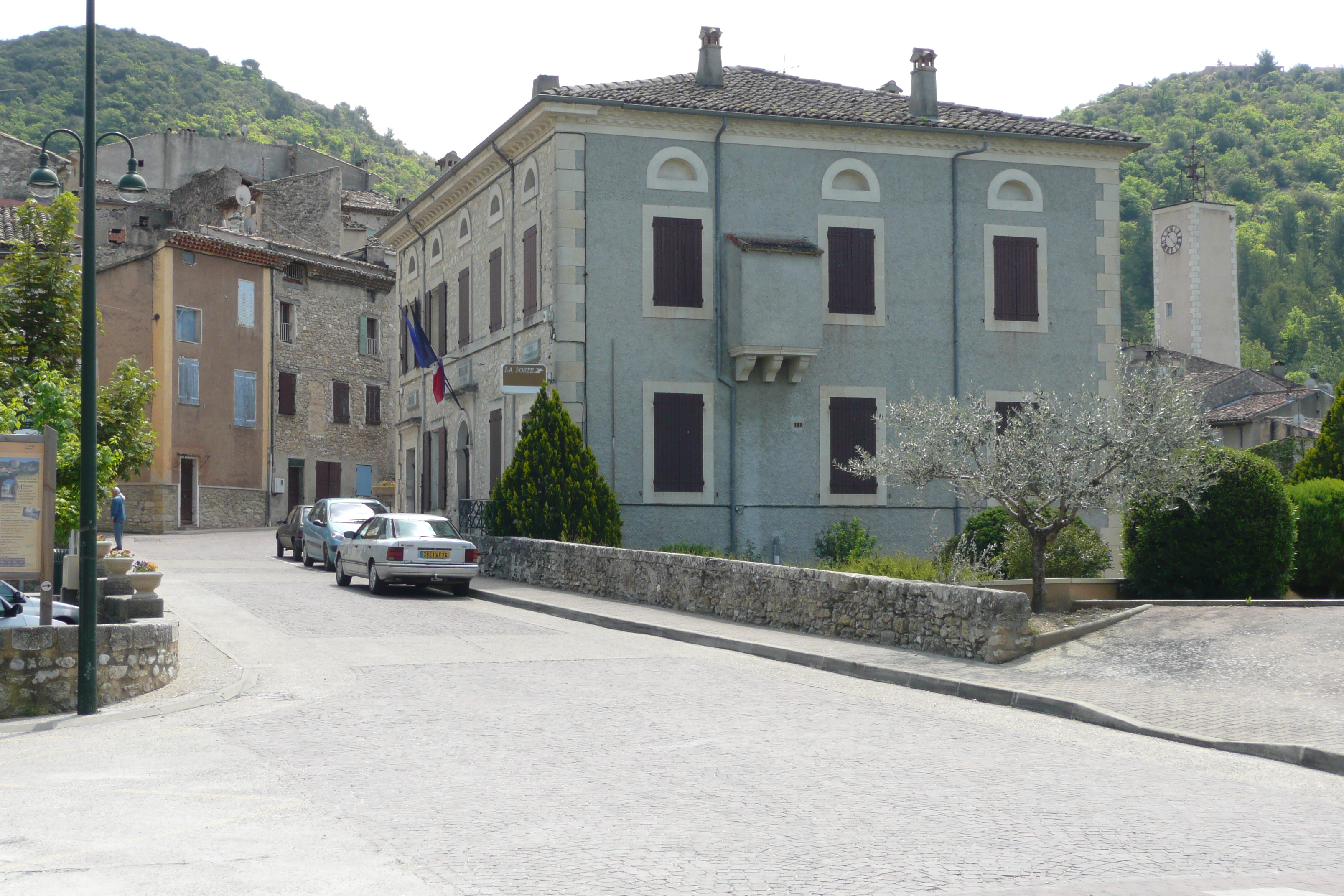
Gemeentehuis